# Walter Godefroot
Walter Godefroot (Gent, 2 juli 1943), bijgenaamd 'De Vlaamse bulldog', is een voormalig Belgisch wielrenner en ploegleider. 
Godefroot was van 1965 tot 1979 een professioneel wielrenner en won onder andere tien etappes in de Tour de France, meerdere klassiekers (onder andere tweemaal de Ronde van Vlaanderen) (1968 en 1978) en Paris-Roubaix (1969). In 1975 won hij als eerste de befaamde spurt op de Champs Elysées tijdens de laatste rit van de Tour.
Als amateur behaalde hij in 1964 op de Olympische Zomerspelen in Tokio de bronzen medaille in de wegwedstrijd.
Na zijn profcarrière was hij achtereenvolgens sportief leider van de IJsboerke-, Capri Sonne-, Lotto- en Weinmann-teams. In 1992 werd Godefroot aangesteld als sportief leider van het Team Telekom en van 2004-2005 was hij de teammanager van het T-Mobile-team. Na het seizoen van 2005 trok hij zich terug, maar keerde in 2006 terug als adviseur van Astana, een ProTour-team met onder anderen Aleksandr Vinokoerov en Andreas Klöden als kopmannen. Na beschuldigingen van Jörg Jaksche over betrokkenheid bij dopingpraktijken heeft Godefroot in juni 2007 deze functie neergelegd.
Daarnaast is hij eigenaar van een fietswinkel in Deurle.

## Trivia
Walter Godefroot was de eerste die de Koppenberg ontdekte. Hij informeerde de organisator van de Ronde Van Vlaanderen over het bestaan van de klim maar verklapte niet waar die lag. Dit kwam pas vele jaren later uit.

## Erelijst
Voornaamste zeges
| 1964 Olympische Spelen (weg, amateurs) 1965 Nationaal kampioen (weg, elite) 1966 Zesdaagse Madrid 1e etappe GP du Midi-Libre Dwars door Vlaanderen 3e etappe Ronde van België 1967 Nokere Koerse 1e etappe Ronde van Romandië Porto-Lissabon 7e etappe deel a Ronde van Zwitserland Luik-Bastenaken-Luik 1e etappe deel b Ronde van Frankrijk 1968 3e etappe Ronde van Andalusië 8e etappe Ronde van Andalusië 2e etappe Parijs-Nice 6e etappe Parijs-Nice Dwars door Vlaanderen Ronde van Vlaanderen Gent-Wevelgem 2e etappe Ronde van Zwitserland 3e etappe deel a Ronde van Zwitserland | 3e etappe deel b Ronde van Frankrijk 9e etappe deel b Ronde van Frankrijk 2e in Puntenklassement Ronde van Frankrijk 1969 Omloop van de Fruitstreek 6e etappe deel b Dauphiné Libéré 3e etappe deel a Ronde van Zwitserland Parijs-Roubaix Ronde van Wallonië Scheldeprijs Vlaanderen GP Kanton Aargau Bordeaux-Parijs 1970 Omloop van de Aulne Ronde van Reggio Calabria 3e etappe deel a Ronde van België Meisterschaft von Zürich 8e etappe Ronde van Italië 4e etappe Ronde van Frankrijk 5e etappe deel a Ronde van Frankrijk Puntenklassement Ronde van Frankrijk 1971 7e etappe Ronde van Spanje 8e etappe Ronde van Spanje 5e etappe deel a Ronde van Frankrijk 9e etappe Ronde van Frankrijk | 1972 Nationaal kampioen (weg, elite) 5e etappe Ronde van Frankrijk 1973 5e etappe Ruta del Sol 4e etappe deel a Parijs-Nice 1e etappe Ronde van België 5e etappe Ronde van Frankrijk 16e etappe deel a Ronde van Frankrijk GP Briek Schotte 1974 3e etappe deel a Vierdaagse van Duinkerke Eindklassement Vierdaagse van Duinkerke Rund um den Henninger-Turm Meisterschaft von Zürich 1975 Slotetappe Ronde van Frankrijk 1976 2e etappe Ronde van België Bordeaux-Parijs 1977 3e etappe Vierdaagse van Duinkerke 1978 Ronde van Vlaanderen GP Zele |

## Resultaten in voornaamste wedstrijden
| Jaar | Ronde van Italië | Ronde van Frankrijk | Ronde van Spanje |
| ---- | ---------------- | ------------------- | ---------------- |
| 1965 |                  |                     |                  |
| 1966 |                  |                     |                  |
| 1967 |                  | 61e (1)             |                  |
| 1968 |                  | 20e (2)             |                  |
| 1969 |                  |                     |                  |
| 1970 | 55e (1)          | 29e (2)             |                  |
| 1971 |                  | opgave (1)          | 30e (2)          |
| 1972 |                  | 44e (1)             |                  |
| 1973 |                  | 65e (2)             |                  |
| 1974 |                  |                     |                  |
| 1975 |                  | 51e (1)             |                  |
| 1976 |                  |                     |                  |
| 1977 |                  |                     |                  |
| 1978 |                  |                     |                  |
| 1979 |                  |                     |                  |

| Jaar | Milaan-San Remo | Gent-Wevelgem | Ronde van Vlaanderen | Parijs-Roubaix | Amstel Gold Race | Luik-Bast.‑Luik | Ronde van Lombardije | Omloop Het Volk | Parijs-Tours | Rund um den Henninger-Turm |  | WK op de weg |  | Wereldranglijsten |
| ---- | --------------- | ------------- | -------------------- | -------------- | ---------------- | --------------- | -------------------- | --------------- | ------------ | -------------------------- |  | ------------ |  | ----------------- |
| 1965 |                 |               |                      |                |                  |                 |                      |                 | 39e          |                            |  | 20e          |  |                   |
| 1966 |                 | 6e            | 27e                  | 20e            |                  | 4e              |                      | Zilver          | 42e          | Zilver                     |  |              |  |                   |
| 1967 | 7e              | 54e           | 15e                  | 34e            |                  | ↑               |                      | 70e             |              |                            |  |              |  |                   |
| 1968 | 9e              | Goud          | ↑                    | ↑              |                  | ↑               | 14e                  | 4e              | Zilver       |                            |  |              |  | 5e (SPP)          |
| 1969 | 5e              | 45e           | 13e                  | ↑              |                  | 18e             |                      |                 | 33e          | 10e                        |  | 19e          |  | 5e (SPP)          |
| 1970 | 5e              | Brons         | ↑                    | 5e             |                  |                 |                      |                 |              | 9e                         |  | 7e           |  |                   |
| 1971 | 21e             | 44e           | 19e                  | 13e            |                  |                 |                      | 17e             | 4e           |                            |  |              |  |                   |
| 1972 |                 |               |                      |                |                  |                 |                      | 7e              | 36e          |                            |  |              |  |                   |
| 1973 | 10e             | 4e            | 6e                   | ↑              | 9e               | ↑               |                      | 5e              | 7e           | 8e                         |  | 11e          |  |                   |
| 1974 | 7e              | 8e            |                      | 18e            | ↑                | 14e             | 22e                  | 20e             | 44e          | Goud                       |  |              |  |                   |
| 1975 | 30e             |               | 14e                  | 8e             |                  | ↑               |                      | 17e             | 16e          | Brons                      |  |              |  |                   |
| 1976 | 10e             |               | 8e                   | 5e             |                  | 12e             |                      | 11e             | 13e          | 4e                         |  | 19e          |  |                   |
| 1977 | 16e             | 4e            | ↑                    | 15e            | 8e               |                 |                      | 6e              | 53e          | 6e                         |  | 10e          |  |                   |
| 1978 |                 |               | ↑                    | 11e            | 25e              |                 |                      | 10e             |              |                            |  | 22e          |  |                   |
| 1979 |                 | 22e           | 8e                   | 13e            |                  | 30e             |                      |                 |              | 6e                         |  |              |  |                   |